# Elphège Basire
Pour les articles homonymes, voir Basire.
Elphège Basire est un homme politique français né le 2 avril 1852 à Dragey (Manche) et décédé le 11 mars 1917 à Avranches (Manche)
Licencié en droit, il est juge de paix à Avranches, et s'occupe aussi d'agriculture, au sein de la société d'agriculture d'Avranches. Maire de Dragey, il est élu en 1887 conseiller général du canton de Sartilly. Il est sénateur de la Manche de 1898 à 1917, inscrit au groupe de la Gauche démocratique.

## Sources
- « Elphège Basire », dans le Dictionnaire des parlementaires français (1889-1940), sous la direction de Jean Jolly, PUF, 1960 [détail de l’édition]